# دارایی مالی
دارایی مالی (به انگلیسی: financial asset) یک نوع دارایی نامشهود است، که به آنها دارایی‌های کاغذی هم گفته می‌شود، دارایی‌هایی هستند، که ارزش آنها به پشتوانه یک دارایی دیگر تعیین می‌شود، مانند: برگه سهام، اوراق قرضه و سپرده‌های بانکی. دارنده سهام یک شرکت، به نسبت سهام خود، در دارایی‌ها و منافع شرکت مذکور سهیم می‌شود یا دارنده اوراق مشارکت، به واسطه مشارکت در پروژه‌ای که اوراق مذکور برای تأمین مالی آن پروژه منتشر شده، سود به دست می‌آورد. برای دارایی مالی، منفعت یا ارزش معمول، نقدینه‌ای در آینده است.